# Корво (нож)

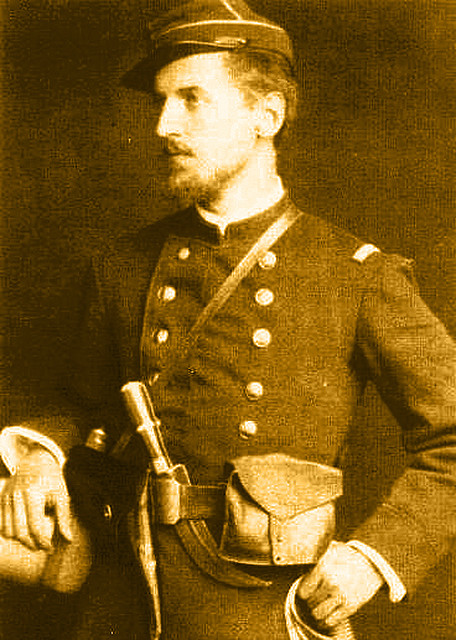
Лейтенант Хосе Эррера Гандарильяс с корво на поясе. Чили, 1879 г.

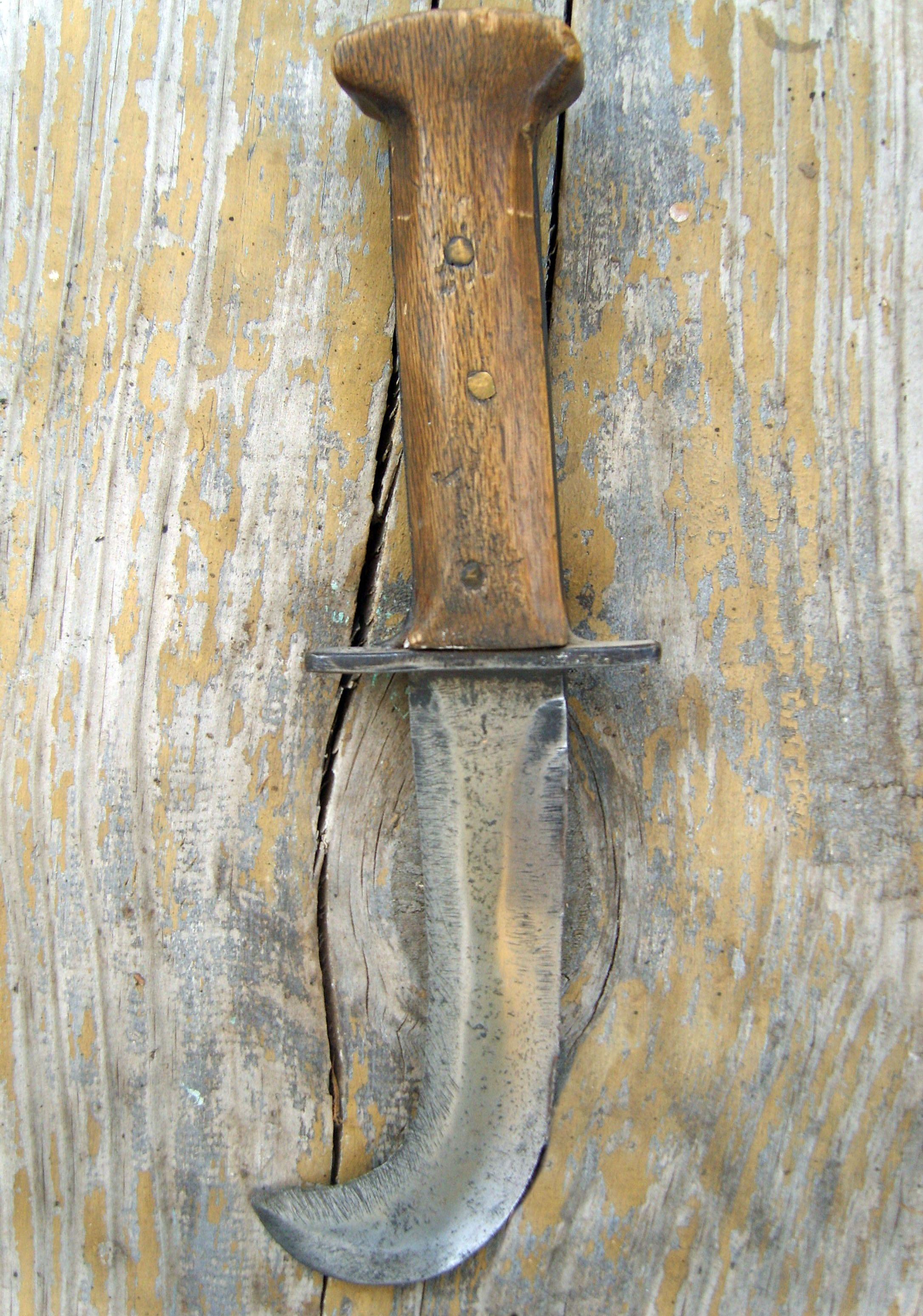

Корво — нож с изогнутым клинком и заточкой, как правило, с внешней стороны.
Существуют варианты как для гражданских, так и для военных нужд. Первое упоминание об использовании подобных ножей относится к войне между Чили и Перу в 1879—1883 годах. Современная версия данного ножа была официально принята на вооружение чилийской армией в 1963 году.
В 1974 году при усиливающейся опасности войны с Аргентиной и для поднятия воинского духа было решено официально разработать боевую систему рукопашного боя с Corvo. Серьёзной проблемой того времени было полное отсутствие приёмов ножевого боя с корво, так как навыки, по большому счёту, были утрачены из-за того, что никто и никогда не пытался их хранить и систематизировать. Одним из примеров, насколько отчаянным было положение с собиранием и систематизацией техники рукопашного боя с применением корво, может послужить тот факт, что два офицера коммандос (спецназа), ответственные за разработку, были вынуждены даже интервьюировать и документировать способы владения этим ножом заключённого, который отбывал пожизненный срок за убийство подобным ножом семерых людей. Комплекс ножа и боевой системы были приняты в чилийской армии, и в данное время ему обучают на первоначальных курсах пехотинцев, а также на курсах сил специальных назначения всех родов войск чилийской армии.
Выпускался с 1971 по 2000 год Арсенальной фабрикой вооружений (FAMAE).
Известны два основных вида ножей Corvo:
- Рядовые и капралы (младшие сержанты) спецназа имеют Corvo Atacameño или Pico del Condor (Клюв Кондора) который имеет более длинный клинок и изгиб кончика около 45 градусов.
- Офицерский состав имеет Corvo Curvo (на армейском жаргоне — Клюв Попугая) или Corvo Garra del Puma (Коготь Пумы), где изгиб кончика клинка составляет почти 90 градусов.

Существует два основных варианта ножен: для военных нужд из пластика и из кожи для гражданских моделей.